# Kamona
Kamona est une commune rurale située dans le département de Diabo de la province du Gourma dans la région de l'Est au Burkina Faso.

## Géographie
Kamona est situé à 15 km au Sud de Diabo, le chef-lieu du département, et à 1 km au Sud de Saatenga.

## Santé et éducation
Le centre de soins le plus proche de Kamona est le centre de santé et de promotion sociale (CSPS) de Saatenga.